# Micrurus altirostris
Micrurus altirostris é uma espécie de cobra-coral, um elapídeo do gênero Micrurus. É uma coral tricolor, com 11 a 18 tríades de anéis preto e branco com anéis vermelhos adjacentes a essa tríade. É uma espécie incluída no "complexo específico" de Micrurus frontalis. Ocorre no Uruguai, Sul do Brasil e nordeste da Argentina.